# Mordimi (singolo)
Mordimi è un singolo di Annalisa Minetti pubblicato il 2 luglio 2011, estratto dall'album Nuovi giorni. È prodotto da Nicolò Fragile.
Il brano è stato scritto per il testo da Francesco Adessi e Vittorio Costa mentre per la musica daFrancesco Adessi, Annaluisa Giansante, Enrico Palmosi e Paolo Petrini.
Il 30 gennaio 2013 viene pubblicata la versione duetto con Omar Codazzi. Per la versione duetto è stato realizzato anche un video musicale.

## Tracce
Versione da solista (2011)
1. Mordimi – 3:29 (testo: Francesco Adessi, Vittorio Costa – musica: Francesco Adessi, Annaluisa Giansante, Enrico Palmosi, Paolo Petrini)

Versione duetto (2013)
1. Mordimi (feat. Omar Codazzi) – 3:31 (testo: Francesco Adessi, Vittorio Costa – musica: Francesco Adessi, Annaluisa Giansante, Enrico Palmosi, Paolo Petrini)